# Croix de cimetière du Guerno
La Croix du cimetière du Guerno est située  place de l'église à  Le Guerno dans le Morbihan.

## Historique
La croix du cimetière du Guerno fait l’objet d’une inscription au titre des monuments historiques depuis le 24 avril 1925.

## Architecture
La croix est située au sud de l'église Sainte-Anne du Guerno, à l'emplacement de l'ancien cimetière.
L'enclos et le cimetière ont été rasés en 1954.